# Karlsruher Sport-Club Mühlburg-Phönix 1995-1996
Questa voce raccoglie le informazioni riguardanti il Karlsruher Sport-Club Mühlburg-Phönix nelle competizioni ufficiali della stagione 1995-1996.

## Stagione
Nella stagione 1995-1996 il Karlsruhe, allenato da Winfried Schäfer, concluse il campionato di Bundesliga al 7º posto. In Coppa di Germania il Karlsruhe perse la finale con il Kaiserslautern. In Coppa Intertoto il Karlsruhe fu eliminato in semifinale dal Bordeaux.

## Rosa
| N. |                      | Ruolo | Calciatore      |
| -- | -------------------- | ----- | --------------- |
| 1  | Germania (bandiera)  | P     | Claus Reitmaier |
| 2  | Germania (bandiera)  | D     | Gunther Metz    |
| 3  | Germania (bandiera)  | D     | Burkhard Reich  |
| 4  | Germania (bandiera)  | D     | Michael Wittwer |
| 5  | Germania (bandiera)  | C     | Manfred Bender  |
| 6  | Germania (bandiera)  | D     | Thomas Ritter   |
| 7  | Germania (bandiera)  | D     | Dirk Schuster   |
| 8  | Germania (bandiera)  | C     | Thorsten Fink   |
| 9  | Svizzera (bandiera)  | A     | Adrian Knup     |
| 10 | Germania (bandiera)  | C     | Thomas Häßler   |
| 11 | Germania (bandiera)  | C     | Christian Wück  |
| 12 | Sudafrica (bandiera) | A     | Sean Dundee     |
| 13 | Germania (bandiera)  | A     | Markus Schroth  |
| 14 | Germania (bandiera)  | C     | Eberhard Carl   |

| N. |                     | Ruolo | Calciatore       |
| -- | ------------------- | ----- | ---------------- |
| 15 | Germania (bandiera) | C     | Markus Bähr      |
| 16 | Germania (bandiera) | D     | Jens Nowotny     |
| 17 | Albania (bandiera)  | A     | Igli Tare        |
| 18 | Germania (bandiera) | A     | Edgar Schmitt    |
| 19 | Germania (bandiera) | D     | Raphael Krauß    |
| 20 | Russia (bandiera)   | A     | Sergej Kir'jakov |
| 21 | Germania (bandiera) | C     | Michael Tarnat   |
| 22 | Germania (bandiera) | P     | Thomas Walter    |
| 23 | Germania (bandiera) | P     | Jan Maag         |
| 24 | Germania (bandiera) | P     | Simon Jentzsch   |
| 25 | Germania (bandiera) | C     | Jochen Hörner    |
| 26 | Germania (bandiera) | C     | Martin Jung      |
| 27 | Francia (bandiera)  | C     | Marc Keller      |
| 28 | Germania (bandiera) | A     | Mike Bodenstein  |

## Organigramma societario
Area tecnica
- Allenatore: Winfried Schäfer
- Allenatore in seconda:
- Preparatore dei portieri: Peter Gadinger
- Preparatori atletici:

## Calciomercato

### Sessione estiva
| Acquisti | Acquisti       | Acquisti     | Acquisti |
| R.       | Nome           | da           | Modalità |
| -------- | -------------- | ------------ | -------- |
| C        | Marc Keller    | Strasburgo   |          |
| A        | Sean Dundee    | Ditzingen    |          |
| P        | Simon Jentzsch | Uerdingen 05 |          |
| A        | Igli Tare      | Ludwigshafen |          |

| Cessioni | Cessioni               | Cessioni        | Cessioni |
| R.       | Nome                   | a               | Modalità |
| -------- | ---------------------- | --------------- | -------- |
| C        | Heiko Bonan            | Gütersloh       |          |
| C        | Christian Flindt-Bjerg | Lugano          |          |
| A        | Tomislav Marić         | Wattenscheid 09 |          |
| C        | Lars Schmidt           | Magonza         |          |
| C        | Joe Zinnbauer          | Magonza         |          |

### Sessione invernale
| Acquisti | Acquisti      | Acquisti       | Acquisti |
| R.       | Nome          | da             | Modalità |
| -------- | ------------- | -------------- | -------- |
| D        | Thomas Ritter | Kaiserslautern |          |

| Cessioni | Cessioni     | Cessioni     | Cessioni |
| R.       | Nome         | a            | Modalità |
| -------- | ------------ | ------------ | -------- |
| D        | Slaven Bilić | West Ham Utd |          |

## Risultati

### Bundesliga

#### Girone di andata
| Arbitro: | Jansen |

|                        |           |                      |
| Rauffmann 41’ Binz 71’ | Marcatori | 9’ Schuster 47’ Knup |

| Arbitro: | Heynemann |

|               |           |                                                                     |
| Knup 37’, 80’ | Marcatori | 13’ Ziege 17’ Kreuzer 23’, 71’ Zickler 57’ Hamann 68’ (rig.) Scholl |

| Arbitro: | Werthmann |

|          |           |  |
| Bode 57’ | Marcatori |  |

| Arbitro: | Berg |

|            |           |  |
| Häßler 82’ | Marcatori |  |

| Arbitro: | Fleske |

|                        |           |            |
| Mulder 3’ Ksienzyk 70’ | Marcatori | 59’ Häßler |

| Arbitro: | Pohlmann |

|                            |           |            |
| Bender 3’, 71’ Schmitt 88’ | Marcatori | 26’ Dražić |

| Amburgo 23 settembre 1995, ore 15:30 CEST 7ª giornata | Amburgo | 0 – 0 referto | Karlsruhe | Volksparkstadion (14 816 spett.)\| Arbitro: \| Aust \| |
| Arbitro:                                              | Aust    |               |           |                                                        |

| Arbitro: | Hufgard |

|  |           |                           |
|  | Marcatori | 72’ Baumgart 79’ Beinlich |

| Arbitro: | Habermann |

|                 |           |  |
| Dundee 51’, 61’ | Marcatori |  |

| Arbitro: | Wagner |

|               |           |            |
| Borimirov 76’ | Marcatori | 58’ Dundee |

| Arbitro: | Dardenne |

|            |           |           |
| Dundee 40’ | Marcatori | 62’ Zeyer |

| Arbitro: | Krug |

|                            |           |                     |
| Kuka 6’ Wollitz 85’ (rig.) | Marcatori | 28’ Dundee 86’ Knup |

| Arbitro: | Fleske |

|             |           |                                          |
| Nowotny 74’ | Marcatori | 34’, 69’ Völler 38’ Kirsten 63’ Feldhoff |

| Arbitro: | Albrecht |

|                                           |           |            |
| Zorc 17’ Kohler 66’ Sammer 71’ Riedle 82’ | Marcatori | 55’ Bender |

| Arbitro: | Steinborn |

|                                             |           |  |
| Bähr 3’ Dundee 54’, 73’ Klinkert 62’ (aut.) | Marcatori |  |

| Arbitro: | Weber |

|             |           |              |
| Driller 29’ | Marcatori | 7’ Kir'jakov |

| Arbitro: | Jansen |

|                   |           |                     |
| Häßler 75’ (rig.) | Marcatori | 21’ Bobic 50’ Kruse |

#### Girone di ritorno
| Arbitro: | Kemmling |

|                     |           |                   |
| Dickhaut 84’ (aut.) | Marcatori | 12’ (aut.) Ritter |

| Arbitro: | Strampe |

|            |           |                                 |
| Scholl 54’ | Marcatori | 15’, 50’ Dundee 72’, 78’ Bender |

| Arbitro: | Casper |

|          |           |            |
| Metz 15’ | Marcatori | 34’ Hobsch |

| Arbitro: | Pohlmann |

|  |           |               |
|  | Marcatori | 72’ Kir'jakov |

| Arbitro: | Fröhlich |

|  |           |            |
|  | Marcatori | 39’ Mulder |

| Arbitro: | Steinborn |

|               |           |  |
| Bach 25’, 90’ | Marcatori |  |

| Arbitro: | Merk |

|                                       |           |                 |
| Häßler 20’ (rig.) Dundee 27’ Fink 90’ | Marcatori | 1’ (rig.) Spörl |

| Arbitro: | Krug |

|                     |           |          |
| Beinlich 57’ (rig.) | Marcatori | 72’ Knup |

| Arbitro: | Malbranc |

|                         |           |                                 |
| Leśniak 20’ Paßlack 60’ | Marcatori | 49’ Reich 71’ Häßler 86’ Dundee |

| Arbitro: | Koop |

|            |           |           |
| Bender 33’ | Marcatori | 49’ Heldt |

| Arbitro: | Scheuerer |

|  |           |                                 |
|  | Marcatori | 9’ Häßler 24’ Reich 78’ Schroth |

| Karlsruhe 19 aprile 1996, ore 20:00 CEST 29ª giornata | Karlsruhe | 0 – 0 referto | Kaiserslautern | Wildparkstadion (33 700 spett.)\| Arbitro: \| Dardenne \| |
| Arbitro:                                              | Dardenne  |               |                |                                                           |

| Arbitro: | Habermann |

|              |           |                      |
| Lehnhoff 22’ | Marcatori | 1’ Bender 54’ Tarnat |

| Arbitro: | Fröhlich |

|                                                           |           |  |
| Häßler 6’ (rig.) Kir'jakov 62’, 64’ Dundee 69’ Tarnat 87’ | Marcatori |  |

| Arbitro: | Strampe |

|                |           |                 |
| Pettersson 60’ | Marcatori | 33’, 62’ Dundee |

| Arbitro: | Albrecht |

|                              |           |                               |
| Dundee 50’ Häßler 67’ (rig.) | Marcatori | 12’ Stanislawski 78’ Springer |

| Arbitro: | Strampe |

|                          |           |            |
| Bobic 12’, 71’ Élber 42’ | Marcatori | 26’ Dundee |

### Coppa di Germania
| Arbitro: | Malbranc |

|         |           |                    |
| Isa 38’ | Marcatori | 32’ Fink 89’ Bilić |

| Arbitro: | Weber |

|  |           |                              |
|  | Marcatori | 37’ (rig.) Häßler 73’ Bender |

| Arbitro: | Kemmling |

|                                   |           |                               |
| Oberleitner 20’ Hartig 84’ (rig.) | Marcatori | 42’ Reich 48’ Knup 74’ Häßler |

| Arbitro: | Merk |

|            |           |                                          |
| Sammer 65’ | Marcatori | 27’ Dundee 59’ Nowotny 74’ (rig.) Häßler |

| Arbitro: | Heynemann |

|                          |           |  |
| Kir'jakov 15’ Häßler 79’ | Marcatori |  |

| Arbitro: | Krug |

|            |           |  |
| Wagner 42’ | Marcatori |  |

### Coppa Intertoto

#### Fase a gironi
| 24 giugno 1995, ore 18:00 CEST 1ª giornata |  | – Turno di riposo |  |  |

| Arbitro: | Ancion |

|                             |           |  |
| Knup 2’ Bender 39’ Wück 54’ | Marcatori |  |

| Arbitro: | Orrason |

|                   |           |                                  |
| Zuffi 39’ Rey 85’ | Marcatori | 13’ Fink 32’ Nowotny 78’ Schmitt |

| Arbitro: | Collina |

|          |           |            |
| Bilić 4’ | Marcatori | 81’ Bright |

| Arbitro: | Tóth |

|                   |           |                                                                     |
| Koseła 75’ (rig.) | Marcatori | 16’ Bilić 52’, 67’ Knup 59’ (aut.) Hajto 81’ (rig.) Häßler 88’ Wück |

#### Fase ad eliminazione diretta
| Arbitro: | Marçal |

|             |           |                       |
| Saibene 90’ | Marcatori | 87’ Schuster 97’ Knup |

| Arbitro: | Cesari |

|                                           |                      |                                             |
| Baljić 56’ Musisi 86’ Şahin 97’           | Marcatori            | 26’ Häßler 67’ (aut.) Yıldırım 113’ Wittwer |
| Devrim Baljić Şahin Musisi Ganchev Şengül | Tiri di rigore 5 – 6 | Bilić Knup Bender Dundee Häßler Tarnat      |

| Arbitro: | Nieto |

|  |           |                        |
|  | Marcatori | 41’ Dugarry 88’ Dutuel |

| Arbitro: | Pairetto |

|                         |           |                      |
| Lizarazu 2’ (rig.), 10’ | Marcatori | 40’ Fink 88’ Schmitt |

## Statistiche

### Statistiche di squadra
| Competizione      | Punti | In casa | In casa | In casa | In casa | In casa | In casa | In trasferta | In trasferta | In trasferta | In trasferta | In trasferta | In trasferta | Totale | Totale | Totale | Totale | Totale | Totale | DR  |
| Competizione      | Punti | G       | V       | N       | P       | Gf      | Gs      | G            | V            | N            | P            | Gf           | Gs           | G      | V      | N      | P      | Gf     | Gs     | DR  |
| ----------------- | ----- | ------- | ------- | ------- | ------- | ------- | ------- | ------------ | ------------ | ------------ | ------------ | ------------ | ------------ | ------ | ------ | ------ | ------ | ------ | ------ | --- |
| Bundesliga        | 48    | 17      | 6       | 6       | 5       | 28      | 23      | 17           | 6            | 6            | 5            | 25           | 24           | 34     | 12     | 12     | 10     | 53     | 47     | +6  |
| Coppa di Germania | -     | 1       | 1       | 0       | 0       | 2       | 0       | 5            | 4            | 0            | 1            | 10           | 5            | 6      | 5      | 0      | 1      | 12     | 5      | +7  |
| Coppa Intertoto   | -     | 3       | 1       | 1       | 1       | 4       | 3       | 5            | 3            | 2            | 0            | 16           | 9            | 8      | 4      | 3      | 1      | 20     | 12     | +8  |
| Totale            | 48    | 25      | 12      | 7       | 6       | 43      | 27      | 31           | 15           | 9            | 7            | 57           | 43           | 56     | 27     | 16     | 13     | 100    | 70     | +30 |

### Andamento in campionato
| Giornata  | 1 | 2  | 3  | 4  | 5  | 6  | 7  | 8  | 9  | 10 | 11 | 12 | 13 | 14 | 15 | 16 | 17 | 18 | 19 | 20 | 21 | 22 | 23 | 24 | 25 | 26 | 27 | 28 | 29 | 30 | 31 | 32 | 33 | 34 |
| --------- | - | -- | -- | -- | -- | -- | -- | -- | -- | -- | -- | -- | -- | -- | -- | -- | -- | -- | -- | -- | -- | -- | -- | -- | -- | -- | -- | -- | -- | -- | -- | -- | -- | -- |
| Luogo     | T | C  | T  | C  | T  | C  | T  | C  | C  | T  | C  | T  | C  | T  | C  | T  | C  | C  | T  | C  | T  | C  | T  | C  | T  | T  | C  | T  | C  | T  | C  | T  | C  | T  |
| Risultato | N | P  | P  | V  | P  | V  | N  | P  | V  | N  | N  | N  | P  | P  | V  | N  | P  | N  | V  | N  | V  | P  | P  | V  | N  | V  | N  | V  | N  | V  | V  | V  | N  | P  |
| Posizione | 6 | 17 | 17 | 15 | 15 | 11 | 12 | 13 | 10 | 9  | 10 | 10 | 13 | 15 | 11 | 10 | 12 | 12 | 11 | 11 | 10 | 11 | 11 | 11 | 11 | 10 | 10 | 9  | 9  | 6  | 6  | 6  | 6  | 7  |

Legenda:

Luogo: C = Casa; T = Trasferta. Risultato: V = Vittoria; N = Pareggio; P = Sconfitta.

### Statistiche dei giocatori
| Giocatore     | Bundesliga | Bundesliga | Bundesliga  | Bundesliga | Coppa di Germania | Coppa di Germania | Coppa di Germania | Coppa di Germania | Coppa Intertoto | Coppa Intertoto | Coppa Intertoto | Coppa Intertoto | Totale   | Totale | Totale      | Totale     |
| Giocatore     | Presenze   | Reti       | Ammonizioni | Espulsioni | Presenze          | Reti              | Ammonizioni       | Espulsioni        | Presenze        | Reti            | Ammonizioni     | Espulsioni      | Presenze | Reti   | Ammonizioni | Espulsioni |
| ------------- | ---------- | ---------- | ----------- | ---------- | ----------------- | ----------------- | ----------------- | ----------------- | --------------- | --------------- | --------------- | --------------- | -------- | ------ | ----------- | ---------- |
| M. Bender     | 27         | 7          | 1           | 0          | 4                 | 1                 | 0                 | 1                 | 8               | 1               | 1               | 0               | 39       | 9      | 2           | 1          |
| S. Bilić      | 12         | 0          | 5           | 0          | 2                 | 1                 | 0                 | 0                 | 6               | 2               | 2               | 0               | 20       | 3      | 7           | 0          |
| M. Bodenstein | 0          | 0          | 0           | 0          | 0                 | 0                 | 0                 | 0                 | 0               | 0               | 0               | 0               | 0        | 0      | 0           | 0          |
| M. Bähr       | 12         | 1          | 1           | 1          | 0                 | 0                 | 0                 | 0                 | 0               | 0               | 0               | 0               | 12       | 1      | 1           | 1          |
| E. Carl       | 13         | 0          | 5           | 0          | 6                 | 0                 | 2                 | 0                 | 5               | 0               | 1               | 0               | 24       | 0      | 8           | 0          |
| S. Dundee     | 32         | 16         | 1           | 0          | 5                 | 1                 | 0                 | 0                 | 2               | 0               | 0               | 0               | 39       | 17     | 1           | 0          |
| T. Fink       | 29         | 1          | 7           | 1          | 6                 | 1                 | 1                 | 0                 | 8               | 2               | 1               | 0               | 43       | 4      | 9           | 1          |
| T. Häßler     | 34         | 8          | 4           | 0          | 6                 | 4                 | 1                 | 0                 | 6               | 2               | 1               | 0               | 46       | 14     | 6           | 0          |
| J. Hörner     | 0          | 0          | 0           | 0          | 0                 | 0                 | 0                 | 0                 | 0               | 0               | 0               | 0               | 0        | 0      | 0           | 0          |
| S. Jentzsch   | 0          | 0          | 0           | 0          | 0                 | 0                 | 0                 | 0                 | 0               | 0               | 0               | 0               | 0        | 0      | 0           | 0          |
| M. Jung       | 0          | 0          | 0           | 0          | 0                 | 0                 | 0                 | 0                 | 0               | 0               | 0               | 0               | 0        | 0      | 0           | 0          |
| S. Kir'jakov  | 29         | 4          | 6           | 1          | 4                 | 1                 | 1                 | 1                 | 7               | 0               | 3               | 0               | 40       | 5      | 10          | 2          |
| A. Knup       | 23         | 5          | 1           | 1          | 6                 | 1                 | 0                 | 0                 | 8               | 4               | 2               | 0               | 37       | 10     | 3           | 1          |
| R. Krauß      | 2          | 0          | 0           | 0          | 0                 | 0                 | 0                 | 0                 | 1               | 0               | 0               | 0               | 3        | 0      | 0           | 0          |
| J. Maag       | 0          | 0          | 0           | 0          | 0                 | 0                 | 0                 | 0                 | 0               | 0               | 0               | 0               | 0        | 0      | 0           | 0          |
| G. Metz       | 30         | 1          | 6           | 0          | 6                 | 0                 | 1                 | 0                 | 8               | 0               | 2               | 0               | 44       | 1      | 9           | 0          |
| J. Nowotny    | 24         | 1          | 4           | 1          | 4                 | 1                 | 0                 | 0                 | 4               | 1               | 1               | 0               | 32       | 3      | 5           | 1          |
| B. Reich      | 33         | 2          | 4           | 0          | 5                 | 1                 | 2                 | 0                 | 6               | 0               | 2               | 0               | 44       | 3      | 8           | 0          |
| C. Reitmaier  | 34         | 0          | 1           | 0          | 6                 | 0                 | 0                 | 0                 | 2               | 0               | 0               | 0               | 42       | 0      | 1           | 0          |
| T. Ritter     | 11         | 0          | 3           | 0          | 1                 | 0                 | 0                 | 0                 | 0               | 0               | 0               | 0               | 12       | 0      | 3           | 0          |
| E. Schmitt    | 25         | 1          | 5           | 0          | 3                 | 0                 | 0                 | 0                 | 7               | 2               | 1               | 0               | 35       | 3      | 6           | 0          |
| M. Schroth    | 4          | 1          | 0           | 0          | 0                 | 0                 | 0                 | 0                 | 0               | 0               | 0               | 0               | 4        | 1      | 0           | 0          |
| D. Schuster   | 31         | 1          | 9           | 1          | 6                 | 0                 | 1                 | 0                 | 6               | 1               | 2               | 0               | 43       | 2      | 12          | 1          |
| I. Tare       | 0          | 0          | 0           | 0          | 0                 | 0                 | 0                 | 0                 | 0               | 0               | 0               | 0               | 0        | 0      | 0           | 0          |
| M. Tarnat     | 30         | 2          | 10          | 1          | 6                 | 0                 | 5                 | 0                 | 8               | 0               | 2               | 0               | 44       | 2      | 17          | 1          |
| T. Walter     | 0          | 0          | 0           | 0          | 0                 | 0                 | 0                 | 0                 | 6               | 0               | 0               | 0               | 6        | 0      | 0           | 0          |
| M. Wittwer    | 22         | 0          | 5           | 0          | 3                 | 0                 | 1                 | 0                 | 5               | 1               | 0               | 0               | 30       | 1      | 6           | 0          |
| C. Wück       | 3          | 0          | 1           | 0          | 0                 | 0                 | 0                 | 0                 | 6               | 2               | 2               | 0               | 9        | 2      | 3           | 0          |